# Anaxipha allardi
Anaxipha allardi är en insektsart som beskrevs av Lucien Chopard 1956. Anaxipha allardi ingår i släktet Anaxipha och familjen syrsor. Inga underarter finns listade i Catalogue of Life.